# Premios Grammis
Los Premios Grammis son los premios de la industria discográfica entregados por la oficina sueca de la Federación Internacional de la Industria Fonográfica (IFPI). Aunque su nombre puede confundirse con los Grammy estadounidenses, se trata de premios distintos, ya que estos últimos son concedidos por la Academia Nacional de Grabación de Artes y Ciencias estadounidense.
La ceremonia de entrega de premios se realiza generalmente cada año en febrero en Estocolmo.
Los premios se fundaron en 1969 y las ceremonias continuaron hasta 1972 cuando fueron canceladas. En 1987, los Grammis se reanudaron.
El trofeo fue creado por el renombrado orfebre sueco, Claës E. Giertta (Claes Giertha).

## Categorías de los premios
- Canción del Año
- Álbum del Año
- Artista del Año
- Álbum Infantil del Año
- Conjunto Clásico del Año
- Solista clásico del año
- Compositor del Año
- Música Folk del Año
- Heavy Metal del Año
- Hip Hop / Soul del Año
- Innovador del Año
- Jazz del Año
- Letrista del Año
- DVD musical del Año
- Artista nuevo del Año
- Grupo Pop del Año
- Artista Pop (masculino) del año
- Artista Pop (femenino) del año
- Productor del Año
- Grupo de Rock del Año
- Schlager/Dansband del año
- Compositor de letras de canciones del Año
- Categoría Abierta

## Lista de ganadores
Canción del Año
- 2012: (por telespectadores): «Vart jag än går» – Stiftelsen
- 2011: (por telespectadores): «Levels» – Avicii
- 2010: (por telespectadores): «Dancing on My Own» – Robyn
- 2009: (por telespectadores): «Dance with Somebody» – Mando Diao
- 2008: (por telespectadores): «Jennie Let Me Love You» – E.M.D.
- 2007: (por telespectadores): «Om du lämnade mig nu» – Lars Winnerbäck & Miss Li
- 2006: (por telespectadores): «7milakliv» – Martin Stenmarck
- 2005: (por telespectadores): «Money For Nothing» – Darin
- 2004: «Ingen vill veta var du köpt din tröja» – Raymond & Maria
- 2003: «Här kommer alla känslorna (på en och samma gång)» – Per Gessle
- 2002: «Dom andra» – Kent
- 2001: «Come Along» – Titiyo
- 2000: «It Takes a Fool to Remain Sane» – The Ark
- 1999: «Du får göra som du vill» – Patrik Isaksson
- 1998: «Big Big World» – Emilia
- 1997: «Burnin'» – Cue
- 1996: «Gå och fiska!» – Gyllene Tider
- 1995: «Det vackraste» – Cecilia Vennersten
- 1994: «När vi gräver guld i USA» – Glenmark/Eriksson/Strömstedt
- 1993: «Lilla fågel blå» – Staffan Hellstrand
- 1992: «Himlen runt hörnet» – Lisa Nilsson
- 1991: «Vem tänder stjärnorna?» – Eva Dahlgren
- 1990: «En del av mitt hjärta» – Tomas Ledin